# Lula Mysz-Gmeiner

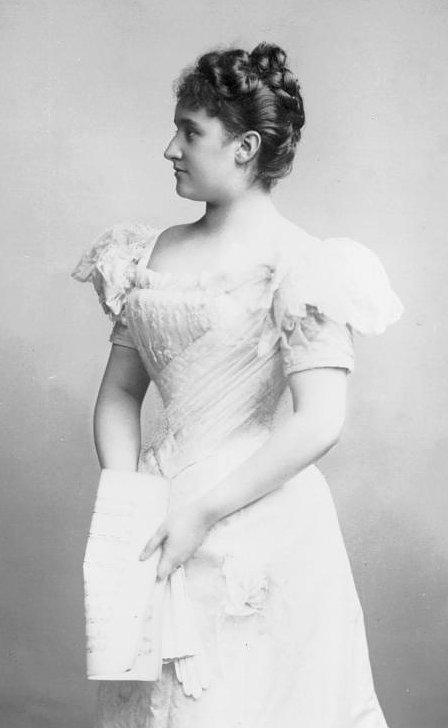
Lula Mysz-Gmeiner

Lula Mysz-Gmeiner, geboren als Julie Sofie Gmeiner, (* 12. August 1876 in Kronstadt, Siebenbürgen; † 7. August 1948 in Schwerin) war eine Konzertsängerin in der Stimmlage Alt und Gesangspädagogin.

## Leben
Ihre Eltern waren der Kaufmann Julius Gmeiner (1840–1904) und Julie Gmeiner geb. Hinz (1851–1923). Ihre Schwestern waren die Mezzosopranistin Ella Gmeiner und die Pianistin Luise Gmeiner  (1885–1951), ihre Brüder der Bassbariton Rudolf Gmeiner (1880–1937) und der Cellist Julius Gebhard Gmeiner (1883–1918). Lula Gmeiner ging nach ihrer Schulzeit nach Wien und wurde dort von Gustav Walter unterrichtet. Im Anschluss zog sie 1897 nach Berlin und wurde Schülerin von Emilie Herzog, Etelka Gerster und Lilli Lehmann.
Ihr Repertoire beinhaltete Lieder von Johannes Brahms, Robert Schumann, Franz Schubert, Hugo Wolf, Gustav Mahler, Richard Strauss und Max Reger. Im August 1900 heiratete sie in Kronstadt den Ingenieur und späteren Linienschiffsleutnant der Reserve Ernst Albert Mysz (auch Myss; * 1871 Kronstadt), einen Cousin mütterlicherseits. Das Paar hatte drei Töchter, Dora, Susanne und Julie, von denen jedoch nur Susanne (* 1909 Berlin; † 1979 Salzburg; verheiratete Anders) das Erwachsenenalter erreichte. Ab 1905 war sie österreichisch-ungarische Kammersängerin. Konzertreisen führten sie durch Europa und 1926 in die USA. Sie konzertierte häufig gemeinsam mit Emil Mattiesen, Max Reger, Siegfried Ochs, Arthur Nikisch und Eduard Behm.
Ab Oktober 1920 unterrichtete Mysz-Gmeiner an der Staatlichen Akademischen Hochschule für Musik in Berlin. Zu ihren Schülern gehören u. a. ihre Tochter Susanne, Elisabeth Schwarzkopf und ihr späterer Schwiegersohn Peter Anders. Ab 1944, nach dem kriegsbedingten Verlust ihrer Berliner Wohnung, lehrte sie bis zu ihrem Tod am Konservatorium Schwerin.

## Schallplatten
Zwischen 1925 und 1928 nahm Mysz-Gmeiner etwa 40 Lieder für die Deutsche Grammophon auf. Begleiter waren die Pianisten Waldemar Liachowsky (1925/1926) und Julius Dahlke (1928). 21 Titel wurden auf einer CD der Reihe Lebendige Vergangenheit wiederveröffentlicht (Preiser Records 89159, Wien 1997).